# Пусанский национальный университет
Пусанский университет (кор. 부산 대학교; Пусан тэхаккё) — один из крупнейших университетов и первый государственный университет в Республике Корея. Является одним из самых известных и престижных национальных университетов наряду с Сеульским университетом и опорным университетом страны.

## История
Пусанский университет был создан в мае 1946 года (на три месяца раньше, чем Сеульский университет). Основной кампус университета расположен в Пусане — втором по величине городе Республики Корея. ПНУ имеет также 2 филиала (кампуса), в Миряне и в Янсане. С 1998 года в подготовлено почти 90 тысяч бакалавров, 12 755 магистров и 2 399 ученых с докторской степенью.
Пусанский университет на данный момент включает в себя 12 колледжей и 6 высших школ с различным профессиональным уклоном.

## Колледжи
- Гуманитарный колледж
- Колледж социальных наук
- Колледж естественных наук
- Инженерный Колледж
- Юридический колледж
- Педагогический колледж
- Колледж делового администрирования
- Колледж фармации
- Медицинский колледж
- Колледж стоматологии
- Колледжа экологии человека
- Колледжа искусств
- Колледж нанотехнологий
- Колледж природных ресурсов и науки о жизни

## Высшие школы
- Высшая школа гуманитарных наук
- Высшая школа социальных наук
- Высшая школа естественных наук
- Высшая школа инженерии
- Высшая школа права
- Высшая школа образования
- Высшая школа делового администрирования
- Аспирантура восточной медицины
- Высшая Школа фармации
- Высшая школа медицины
- Высшая школа стоматологии
- Высшая Школа экологии человека
- Высшая Школа Искусств
- Высшая школа нанотехнологий
- Высшая школа менеджмента
- Высшая школа государственного управления
- Высшая школа промышленности
- Высшая школа экологии
- Высшая школа международных исследований
- Высшая школа природных ресурсов и науки о жизни